# Herman Hallberg
Herman Hallberg (22 mei 1997) is een Zweeds voetballer. Hij speelt als middenvelder.

## Carrière
Herman Hallberg begon met voetballen bij Möre BK. In 2009 werd hij opgepikt door Kalmar FF, waar hij een groot deel van de jeugdopleiding doorliep. Daarmee trad de middenvelder in de voetsporen van zijn broer Melker Hallberg, die tussen 2012 en 2014 54 wedstrijden in de hoofdmacht van Kalmar speelde.
Herman Hallberg maakte op 17-jarige leeftijd zijn debuut in de wedstrijdselectie van Kalmar FF, voor het duel tegen IFK Norrköping. Tot een debuut kwam het op dat moment echter niet. Op woensdag 6 april 2016 maakte Hallberg alsnog zijn eerste minuten in de hoofdmacht. Op bezoek bij IFK Norrköping kwam de middenvelder in de 87ste minuut in het veld als vervanger van Tobias Eriksson. Woensdag 21 september 2016 maakte Hallberg zijn eerste competitiedoelpunt voor Kalmar FF. Tijdens de thuiswedstrijd tegen Falkenbergs FF scoorde de middenvelder in de 66ste minuut. Kalmar FF maakte op 22 maart 2017 bekend dat het contract van Hallberg wordt verlengd tot 2019.
Na afloop van die verbintenis zijn club en speler uit elkaar gegaan. Dinsdag 11 februari werd bekend dat Hallberg zijn carrière vervolgt bij Trelleborgs FF.